# Sugar Man
Sugar Man (ang. Searching for Sugar Man) – brytyjsko-szwedzki film dokumentalny z 2012 roku w reżyserii Malika Bendjelloula. Obraz zdobył nagrodę BAFTA i Oscara dla najlepszego filmu dokumentalnego.
Film szczegółowo opisuje wysiłki dwóch fanów z Kapsztadu, Stephena Sugar Segermana i Craiga Strydoma, którzy w 1990 roku próbowali dotrzeć do informacji dotyczących plotek na temat domniemanej śmierci amerykańskiego muzyka, Sixto Rodrigueza. Twórczość Rodrigueza, która nigdy nie zyskała uznania w Stanach Zjednoczonych, zyskała ogromną popularność w południowej Afryce, gdzie z kolei nie docierały informacje dotyczące życia wielbionego przez rzesze fanów artysty.

## Produkcja
Aby utrzymać założoną stylistykę zdjęć, reżyser Malik Bendjelloul początkowo używał filmu Super 8 mm, jednak po wykorzystaniu całego budżetu filmu ostatnie sceny zostały nakręcone za pomocą smartfona przy użyciu aplikacji na iPhone’a o nazwie „8mm Vintage Camera”.

## Premiera
Pokaz Sugar Mana otworzył  Festiwal Filmowy w Sundance, w grudniu 2012, uzyskując nagrodę publiczności za najlepszy dokument międzynarodowy.

## Odbiór
Opinie krytyków filmowych były po premierze filmu Sugar Man pozytywne. W kwietniu 2014 film posiadał ocenę „Certified Fresh” w serwisie Rotten Tomatoes na poziomie 95 procent.
Roger Ebert z „Chicago Sun-Times” wystawił filmowi czterogwiazdkową ocenę, pisząc Mam nadzieję, że będziecie mogli obejrzeć ten film… I tak, ten film istnieje, ponieważ go potrzebujemy Manohla Dargis, krytyk „The New York Times” również  napisała pozytywną recenzję, nazywając film wysoce pociągającym dokumentem o fanach, wierze i enigmatycznym muzyku Ery Wodnika. Dargis regularnie nazywała film „Sugar Man” jednym z 10 najlepszych filmów 2012 roku.

### Nieuwzględnione wątki
Film pomija fakt, że Rodriguez był w latach 70. bardzo popularny w Australii, i miał świadomość tego faktu do tego stopnia, że koncertował tam w 1979 i 1981 roku. Niektórzy krytycy oskarżają w związku z tym twórców filmu o rozmijanie się z rzeczywistością i celowe budowanie mitycznej aury wokół bohatera filmu. Jednakże, głównym celem filmu było przedstawienie owianej tajemnicą reputacji Rodrigueza w RPA, oraz prób podjętych przez miejscowych historyków muzyki w celu wytropienia tajemniczego artysty w połowie lat 90. Mieszkańcy RPA nie byli świadomi sukcesu Rodriqueza w Australii - było to spowodowane cenzurą wprowadzoną przez reżim apartheidu, która uniemożliwiała jakikolwiek kontakt ze światem zewnętrznym.

### Nagrody
10 lutego 2013 roku film zdobył nagrodę BAFTA dla najlepszego filmu dokumentalnego na 66. ceremonii wręczenia nagród Brytyjskiej Akademii Filmowej w Londynie, a dwa tygodnie później zdobył Oscara w kategorii filmu dokumentalnego na 85. ceremonii wręczenia Oskarów w Hollywood.

## Ścieżka dźwiękowa
Płyta Searching for Sugar Man, wydana w 2012 roku, to album zawierający ścieżkę dźwiękową z filmu – są to utwory z dwóch wcześniej wydanych albumów studyjnych Rodrigueza. W Szwecji, płyta znajdowała się na 3 miejscu na początku 2013 roku, kiedy ogłoszona została nominacja filmu do nagrody Akademii Filmowej, i pozostała na tej pozycji przez 26 tygodni, do czasu przyznania Oscara.
W Polsce nagrania osiągnęły status platynowej płyty.